# Гайслер, Владимир Ефимович
Владимир Ефимович Гайслер (26 сентября 1925, Чита — 21 апреля 1999, Новосибирск) — советский и российский работник оборонной промышленности, главный инженер и главный конструктор ОКБ Новосибирского завода имени Коминтерна, лауреат Государственной премии СССР (1971).

## Биография
Родился 26 сентября 1925 года в Чите. Из семьи рабочих. Участвовал в Великой Отечественной войне. В 1946 году демобилизовался, после чего начал работать регулировщиком радиоаппаратуры на Новосибирском заводе имени Коминтерна.
Учился в Московском энергетическом институте, который окончил в 1952 году. Впоследствии продолжил карьеру на заводе имени Коминтерна (конструктор, заместитель главного инженера, главный конструктор, главный инженер ОКБ).
Принимал участие в опытно-конструкторских работах оборонного назначения: «Сектор», «Риск», «Надёжность». За производственное освоение изделия 1С12 удостоен Государственной премии СССР и знака «Почётный радист СССР».
Долгое время состоял в президиуме Научно-технического общества имени А. С. Попова.

## Награды
Ордена Отечественной войны 1-й степени, Красной Звезды и Славы 3-й степени, медали.